# Filtro de Kalman

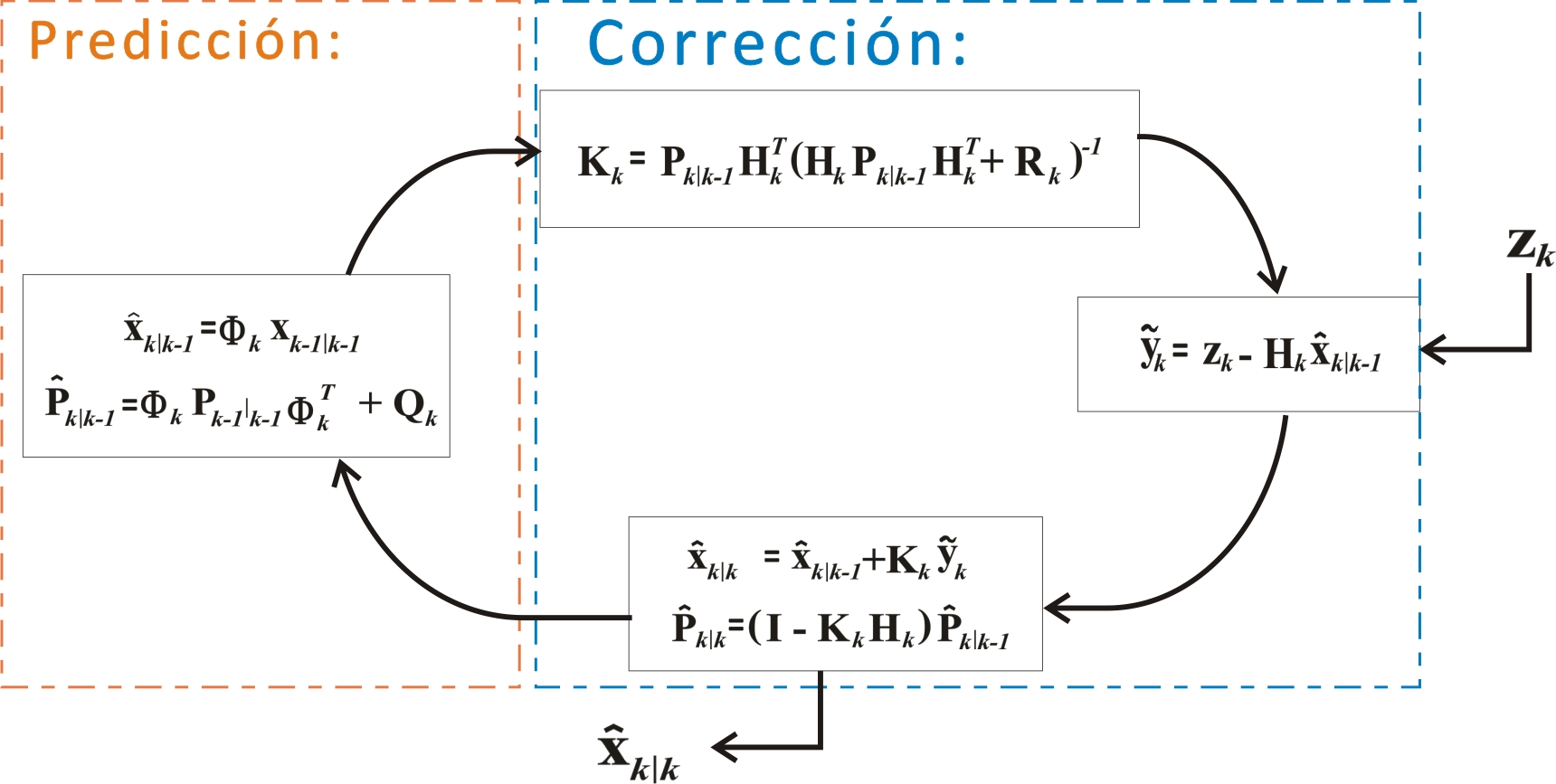
Algoritmo recursivo del filtro de Kalman

En la estadística y la teoría del control, el filtro de Kalman es un algoritmo que utiliza una serie de medidas observadas a través del tiempo, incluido el ruido estadístico y otras fallas, para producir estimados de variables desconocidas que suelen ser más precisas que las que se basan en una sola medida, estimando la distribución de probabilidad conjunta de las variables en cada paso de tiempo. El filtro está construido como un minimizador del cuadrático medio, pero una derivación alterna de este filtro también está relacionada con la estadística de máxima verosimilitud. El filtro toma el nombre de Rudolf E. Kálmán.
El filtrado de Kalman tiene varias aplicaciones tecnológicas. Una aplicación común es para la guía, navegación y control de vehículos, particularmente aeronaves, naves espaciales y barcos posicionados de forma dinámica. También, el filtrado de Kalman es usado en tareas de análisis de series temporales, como el procesamiento de señales y la econometría. El filtrado de Kalman es importante para la planificación del movimiento y el control robótico, y puede ser usado para la optimización de trayectorias. También funciona para modelar el control de movimiento del sistema nervioso central. Debido al retraso temporal entre las emisiones de órdenes a los motores y la retroalimentación sensorial, el filtrado de Kalmanproporciona un modelo realista para estimar el estado actual de un sistema de motores y emitir órdenes actualizadas.
El algoritmo funciona con un proceso de dos fases: una fase de predicción y otra fase de actualización. En la fase de predicción, el filtrado de Kalman produce estimados del estado actual de las variables, incluidas sus indeterminaciones. Cuando se observa el resultado de la siguiente medición (necesariamente corrompida con algún error, incluyendo ruido aleatorio), estos estimados se actualizan usando un promedio ponderado, dando más peso a las estimaciones con mayor certeza. El algoritmo es recursivo y puede operar en tiempo real, usando las mediciones de entrada actuales y el estado previamente calculado, junto con su matriz de incertidumbre; no se requiere información adicional pasada.
La optimalidad del filtro de Kalman asume que los errores tienen una distribución normal (gaussiana). En palabras de Rudolf E. Kálmán: “Las siguientes suposiciones están hechas acerca de procesos aleatorios: los fenómenos físicos aleatorios pueden considerarse como consecuencia de fuentes primarias aleatorias que excitan sistemas dinámicos. Se asume que las fuentes primarias son procesos gaussianos independientes con media cero; los sistemas dinámicos serán lineales.” Independientemente de la gaussanidad, si se conocen las covariantes, el filtrado de Kalman es el mejor estimador lineal posible en el sentido del error cuadrático medio mínimo, aunque podrían existir estimadores no lineales mejores. Es un concepto erróneo común (perpetuado en la literatura) que el filtro de Kalman no puede aplicarse de forma rigurosa a menos que se suponga que todos los procesos de ruido son gaussianos.

También se han desarrollado extensiones y generalizaciones del método, como el filtro de Kalman extendido y el filtro de Kalman no lineal, que funcionan en sistemas no lineales. La base es un modelo de Markov oculto, en el que el espacio de estados de las variables latentes es continuo y todas las variables latentes y observadas tienen distribuciones gaussianas. El filtrado de Kalman ha sido usado con éxito en la fusión de multi-sensores y en redes de sensores distribuidas para desarrollar el filtrado de Kalman distribuido o por consenso .

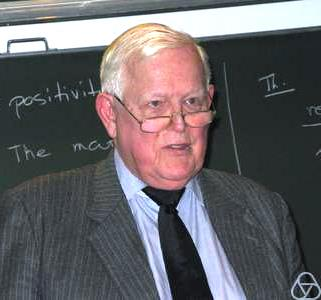
Rudolf Emil Kalman, coinventor y desarrollador del filtro de Kalman.

## Sistema lineal en el espacio de estado
Se entiende como espacio de estado el conjunto de todos los posibles estados de un sistema dinámico. Cada estado corresponde a un punto del espacio de estado.

### Caso de tiempo discreto
Se tiene un sistema representado en el espacio de estado:
{\displaystyle \quad x_{k}=A_{k-1}x_{k-1}+B_{k-1}u_{k-1}+w_{k-1}}
{\displaystyle \quad z_{k}=H_{k}x_{k}+v_{k}}
siendo {\displaystyle x_{k}} y {\displaystyle z_{k}} el verdadero estado y su estimación (u observación) en el tiempo {\displaystyle k}. Se consideran {\displaystyle w_{k}} y {\displaystyle v_{k}} tales que:
{\displaystyle w_{k}} es ruido blanco de valor promedio igual a cero y con varianza {\displaystyle Q_{k}} en el instante {\displaystyle k}.
{\displaystyle v_{k}} es ruido blanco de valor promedio igual a cero y con varianza {\displaystyle R_{k}} en el instante {\displaystyle k}.
El filtro de Kalman permite estimar el estado {\displaystyle x_{k}} a partir de las mediciones anteriores de {\displaystyle u_{k-1}}, {\displaystyle z_{k-1}}, {\displaystyle Q_{k-1}}, {\displaystyle R_{k-1}} y las estimaciones anteriores de {\displaystyle x_{k-1}}.

### Caso de tiempo continuo
Se tiene un sistema representado en el espacio de estado:
{\displaystyle \quad {\frac {d}{dt}}x(t)=A(t)x(t)+B(t)u(t)+w(t)}
{\displaystyle \quad z(t)=C(t)x(t)+v(t)}
donde:
{\displaystyle w(t)} es ruido blanco de valor promedio igual a cero y con varianza {\displaystyle Q(t)} en el intervalo de tiempo descrito como {\displaystyle t}.
{\displaystyle v(t)} es ruido blanco de valor promedio igual a cero y con varianza {\displaystyle R(t)} en el intervalo de tiempo descrito como {\displaystyle t}.
El filtro de Kalman permite estimar el estado {\displaystyle x(t+dt)} a partir de las mediciones anteriores de {\displaystyle u(t)}, {\displaystyle z(t)}, {\displaystyle Q(t)}, {\displaystyle R(t)} y las estimaciones anteriores de {\displaystyle x(t)}.

## Algoritmo del filtro discreto de Kalman
El filtro de Kalman es un algoritmo recursivo en el que el estado {\displaystyle x_{k}} es considerado una variable aleatoria Gaussiana. El filtro de Kalman suele describirse en dos pasos: predicción y corrección.

### Predicción
| Estimación a priori                                    | {\displaystyle {\hat {\textbf {x}}}_{k\|k-1}=\mathbf {\Phi } _{k}\ {\textbf {x}}_{k-1\|k-1}}                                         |
| Covarianza del error asociada a la estimación a priori | {\displaystyle {\textbf {P}}_{k\|k-1}=\mathbf {\Phi } _{k}{\textbf {P}}_{k-1\|k-1}\mathbf {\Phi } _{k}^{\text{T}}+{\textbf {Q}}_{k}} |

### Corrección
| Actualización del residuo de la medición                   | {\displaystyle {\tilde {\textbf {y}}}_{k}={\textbf {z}}_{k}-{\textbf {H}}_{k}{\hat {\textbf {x}}}_{k\|k-1}}                                                                      |
| Ganancia de Kalman                                         | {\displaystyle {\textbf {K}}_{k}={\textbf {P}}_{k\|k-1}{\textbf {H}}_{k}^{\text{T}}({\textbf {H}}_{k}{\textbf {P}}_{k\|k-1}{\textbf {H}}_{k}^{\text{T}}+{\textbf {R}}_{k})^{-1}} |
| Estimación a posteriori                                    | {\displaystyle {\hat {\textbf {x}}}_{k\|k}={\hat {\textbf {x}}}_{k\|k-1}+{\textbf {K}}_{k}{\tilde {\textbf {y}}}_{k}}                                                            |
| Covarianza del error asociada a la estimación a posteriori | {\displaystyle {\textbf {P}}_{k\|k}=(I-{\textbf {K}}_{k}{\textbf {H}}_{k}){\textbf {P}}_{k\|k-1}}                                                                                |

donde:
{\displaystyle \mathbf {\Phi } _{k}:} Matriz de transición de estados. Es la matriz que relaciona {\displaystyle {\textbf {x}}_{k|k-1}} con {\displaystyle {\textbf {x}}_{k-1|k-1}} en la ausencia de funciones forzantes (funciones que dependen únicamente del tiempo y ninguna otra variable).
{\displaystyle {\textbf {x}}_{k|k-1}:} El estimado a priori del vector de estados
{\displaystyle {\textbf {P}}_{k|k-1}:} Covarianza del error asociada a la estimación a priori
{\displaystyle {\textbf {z}}_{k}:} Vector de mediciones al momento k
{\displaystyle {\textbf {H}}_{k}:} La matriz que indica la relación entre mediciones y el vector de estado al momento k, en el supuesto ideal de que no hubiera ruido en las mediciones.
{\displaystyle {\textbf {R}}_{k}:} La matriz de covarianza del ruido de las mediciones (depende de la resolución de los sensores).

## Extensibilidad
En el caso de que el sistema dinámico sea no lineal, es posible usar una modificación del algoritmo llamada "Filtro de Kalman Extendido", el cual linealiza el sistema en torno al {\displaystyle {\hat {x}}(t)} identificado realmente, para calcular la ganancia y la dirección de corrección adecuada. En este caso, en vez de haber matrices A, B y C, hay dos funciones {\displaystyle f(x,u,w)} y {\displaystyle h(x,v)} que entregan la transición de estado y la observación (la salida contaminada) respectivamente. El modelo lineal dinámico con observación no lineal y no Gaussiano se estudia en este caso. Se extiende el teorema de Masreliez (ver. C. Johan Masreliez, 1975) como una aproximación de filtrado no Gaussiano con ecuación de estado lineal y ecuación de observaciones también lineal, al caso en que la ecuación de observaciones no lineal pueda aproximarse mediante el desarrollo en serie de Taylor de segundo orden.

## Primeras aplicaciones
Kalman encontró una audiencia receptiva de su filtro en el verano de 1960 en una visita de Stanley F. Schmidt del Ames Research Center de NASA en Mountain View (California). Kalman describió su resultado y Schmidt reconoció su potencial aplicativo - la estimación de la trayectoria y el problema del control del programa Apolo. Schmidt comenzó a trabajar inmediatamente en lo que fue probablemente la primera implementación completa del filtro de Kalman. Entusiasmado sobre el éxito del mismo, Schmidt impulsó usar el filtro en trabajos similares. A comienzos de 1961, Schmidt describió sus resultados a Richard H. Battin del laboratorio de instrumentación del MIT (llamado más tarde el Charles Stark Draper Laboratory). Battin estuvo usando métodos de espacio de estado para el diseño y la implementación de sistemas de navegación astronáutica, y él hizo al filtro de Kalman parte del sistema de guía del Apolo, el cual fue diseñado y desarrollado en el laboratorio de instrumentación. A mediados de la década de 1960, influenciado por Schmidt, el filtro de Kalman se hizo parte del sistema de navegación del transporte aéreo C5A, siendo diseñado por Lockheed Aircraft Company. El filtro de Kalman resolvió el problema de la fusión de datos asociado con la combinación de los datos del radar con los datos del sensor inercial al lograr una aproximación global de la trayectoria de la aeronave. Desde entonces ha sido parte integral de la estimación de trayectorias a bordo de las aeronaves y del diseño de sistemas de control.

## Impacto del filtro de Kalman en la tecnología
Desde el punto de vista de los problemas que involucran control y estimación, el filtro de Kalman ha sido considerado el gran logro en la teoría de estimación del siglo XX. Muchos de los logros desde su introducción no hubiesen sido posibles sin éste. Se puede decir que el filtro de Kalman fue una de las tecnologías que permitió la era espacial, ya que la precisión y eficiencia en la navegación de las naves espaciales a través del sistema solar no habrían sido posibles sin éste.
El principal uso del filtro de Kalman ha sido en los sistemas de control modernos, en el seguimiento y navegación de todo tipo de vehículos y en el diseño predictivo de estimación de los mismos.

## Aplicaciones
- Reducción de ruido en lectura de sensores
- Algoritmos de control en radares
- Vehículos de conducción autónoma
- Interfaz Cerebro Computadora
- sistema global de navegación por satélite